# 新塞薩洛尼基車站

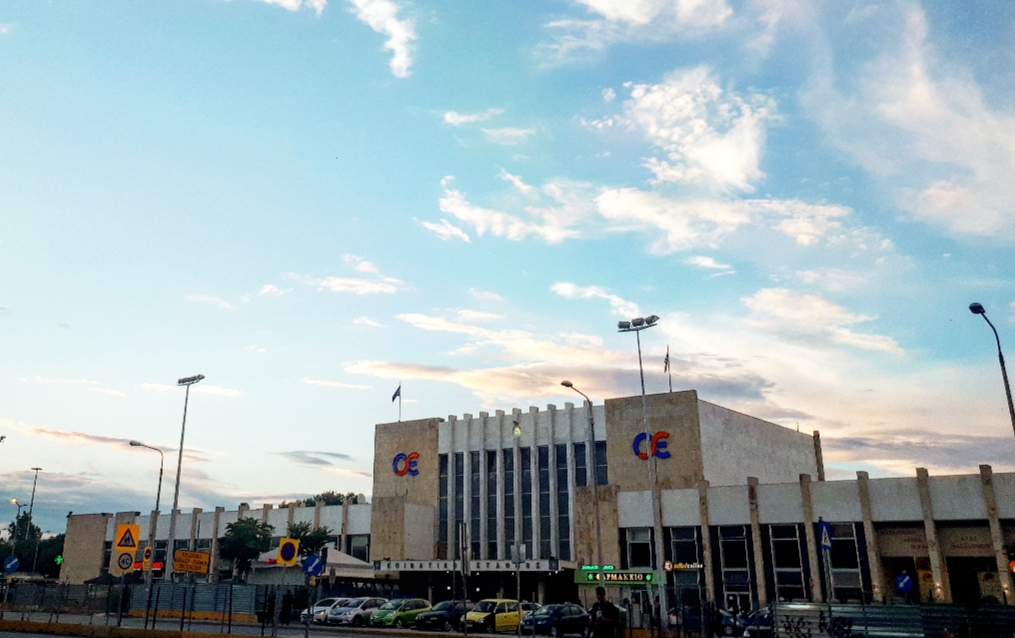
新塞薩洛尼基車站

40°38′40″N 22°55′46″E / 40.64444°N 22.92944°E
新塞薩洛尼基車站 （羅馬化：Neos Sidirodromikos Stathmos Thessalonikis）是希臘第二大城市塞薩洛尼基的主要鐵路車站，1961年6月12日啟用並取代原有車站，因此被稱為“新火車站”。雖然自20世紀60年代以來沒有變化，但它仍然是希臘最大和最繁忙的火車站。2011年2月，由於國際列車停駛，該車站的重要程度一度下降。然而自2014年，自塞薩洛尼基至索非亞、斯科普里及貝爾格勒的國際列車得到恢復。
新火車站目前設有大型等候區、中央大廳、咖啡館、餐廳和購物中心。目前正在討論擴建該站和進行全面改革，其中還包括一家酒店和改造希臘北部OSE的中心辦公室。